# Literatura pro děti

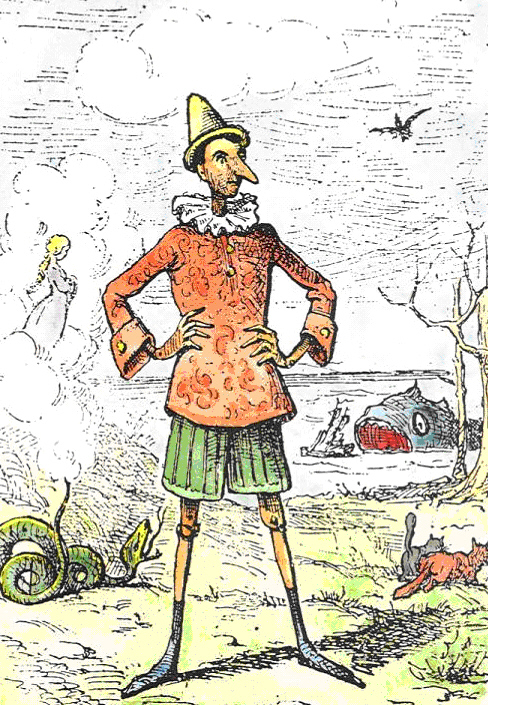
Ilustrace k prvnímu vydání knihy Pinocchiova dobrodružství z dílny kreslíře Enrico Mazzantiho

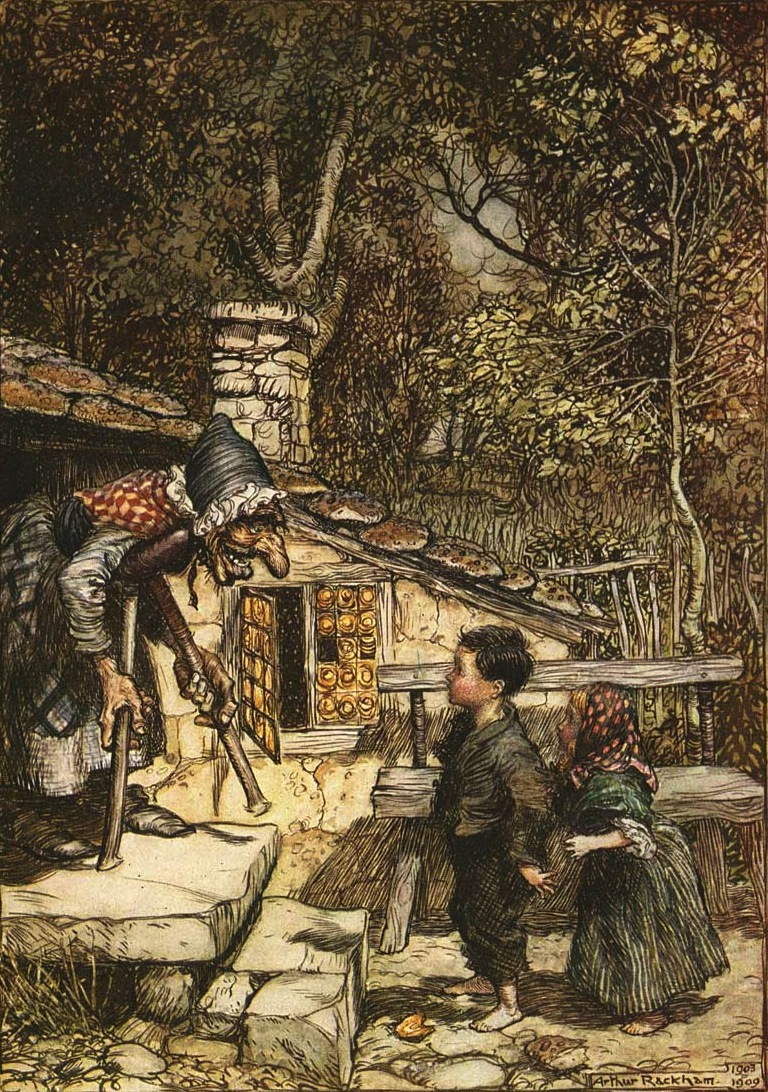
Ilustrace Arthura Rackhama k Pohádkám bratří Grimmů, konkrétně k pohádce Hansel und Gretel (Jeníček a Mařenka)

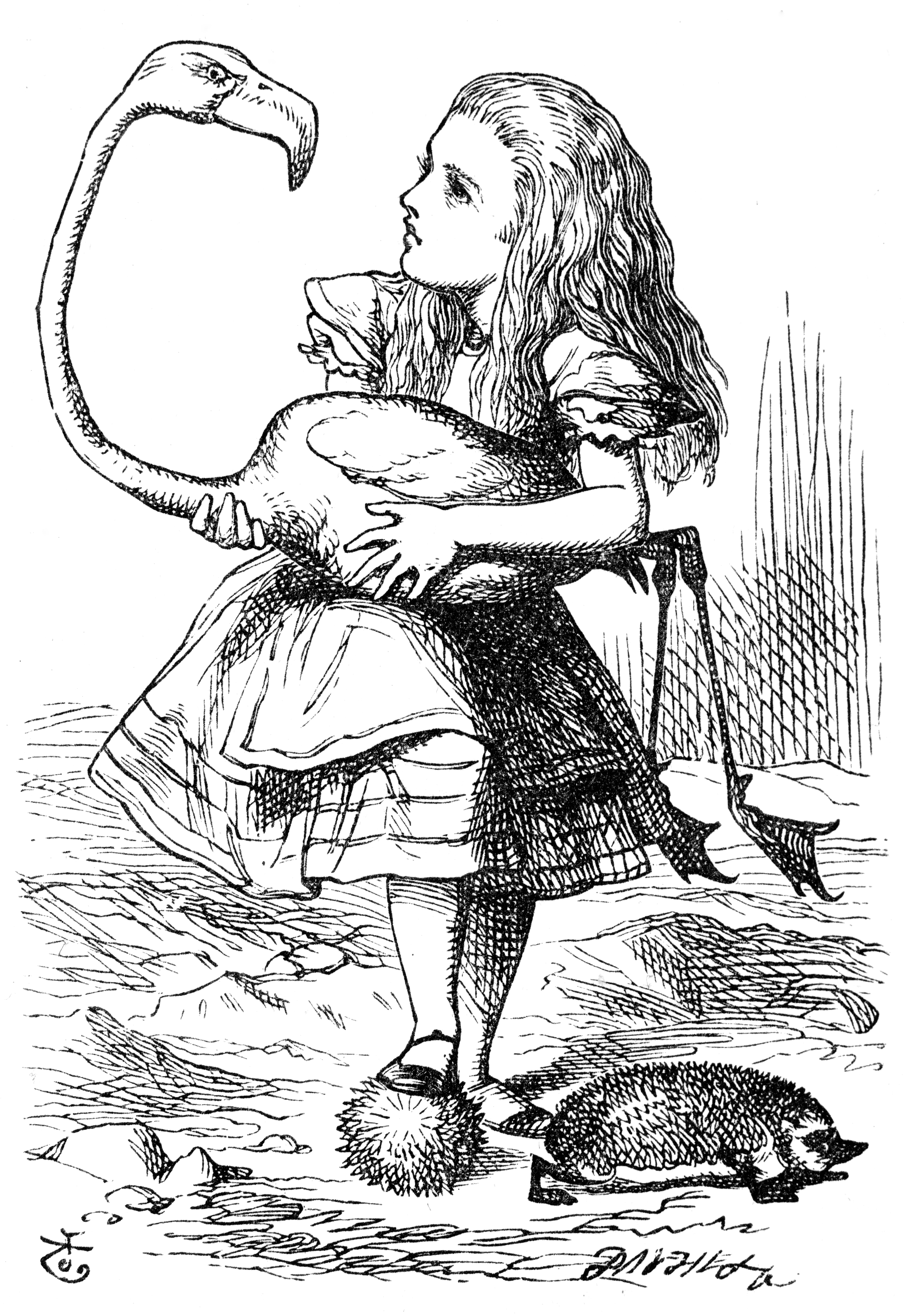
Ilustrace Johna Tenniela k prvnímu vydání Alenky v říši divů z roku 1865

Literatura pro děti je literatura vymezená obvykle tím, že je určená pro čtenáře ve věku 6-12 let. Vedle literatury pro mládež (též pro dospívající) tvoří druhou hlavní větev literatury pro děti a mládež. Žánrově je pestrá, může obsahovat pohádky, povídky, romány, leporela i poezii, někdy je do kategorie literatury pro děti zařazována i veškerá publicistická tvorba v časopisech pro děti. Za integrální součást dětské literatury bývají považovány ilustrace, které často nesou zásadní významy, hlavně v tvorbě pro nejmenší. Ilustrátor pak často s autorem splývá, nebo je považován za stejně významného autora knihy. Obvykle se do kategorie již nezařazuje komiks, avšak u knih pro nejmenší je hranice neostrá. Také mezi literaturou pro děti a literaturou pro mládež je hranice často nejasná, některé knižní série počínají jako dětské a pozvolna se proměňují na čtivo pro dospívající, jak primární čtenářská skupina stárne. Literatura pro děti se často využívá i při školní výuce. Řadu dětských knih proslaví až filmové či televizní zpracování.

## Vývoj dětské knihy
Předpokládá se, že kořeny tohoto žánru tkví v ústní lidové tvorbě, a že jejím dědictvím jsou lidové pohádky (patrně pro děti upravené klasické mýty). Ty byly ale do knižních podob sesbírány až poměrně pozdě. První tištěnou literaturou pro děti byly ilustrované slabikáře a učební texty (průkopníkem zde byl Jan Amos Komenský se svým Orbis pictus z roku 1658, první obrázkovou knihou pro děti v dějinách), zpěvníky, zjednodušené a upravené příběhy pro dospělé (obzvláště biblické příběhy) a od 15. století tzv. mravoličné příběhy, nábožensky motivované texty s morálním ponaučením dětí, obzvláště oblíbené v puritánském prostředí, hodně zaměřeném na ideu osobní spásy a sebezdokonalování (k nejznámějším, a ovšem již poměrně pozdním, patří Poutníkova cesta Johna Bunyana z roku 1678). Jejich čtení moderního čtenáře může ovšem překvapit, neboť dítě je v nich oslovováno spíše jako malý dospělý – koncept dětství vlastně vznikl až v osmnáctém století, a až od té doby také lze hovořit o dětské literatuře v moderním smyslu, kdy autor nevysvětluje dítěti, jak být řádným člověkem a dospělým jedincem, ale naopak oslovuje to dětské v něm (na tento jev, absenci kategorie dětství v předmoderní éře, upozornil v 60. letech 20. století francouzský historik Philippe Ariès).
Za přelomové dílo sloužící k vytvoření samotné kategorie dětství v mysli evropského člověka je považována kniha filozofa Johna Locka An Essay Concerning Human Understanding z roku 1690, kde Locke dětskou mysl označuje za tabula rasa, nepopsaný list, který musí být popsán zkušeností a dospělými vychovateli – Locke přitom v eseji vysloveně uvádí, že by měly být vytvořeny speciální knihy pro děti, nejlépe s obrázky, které je budou formovat. Velmi brzy poté vznikly knihy jako sbírka La Fontainových bajek (1694) a sbírka pohádek Charlese Perraulta, Pohádky Matky husy (1697), které sice možná nebyly jako čtení pro děti zamýšleny, ale velmi brzy se tak začaly užívat (v 19. století již dokonce jako četba ve školách). K prvním, kdo programově vyslyšel Lockovu výzvu, patřil John Newbery, někdy zvaný "otec dětské literatury", který roku 1744 vydal knihu A Little Pretty Pocket-Book, patrně první knihu v historii, která se nesnažila děti jen vychovávat, ale i potěšit, pobavit a "hrát si s nimi". Roku 1765 pak Newbery vydal knihu The History of Little Goody Two-Shoes, kterou lze označit za první dětský bestseller. Typické je, že vyprávění je silně ovlivněno klasickou pohádkou o Popelce. (Newbery byl především nakladatelem a někteří badatelé tak tvrdí, že skutečnými autory této knihy jsou Samuel Johnson a Oliver Goldsmith).
V německém a francouzském prostoru pak měly obrovský vliv na vznik dětské literatury názory osvícenského filozofa Jean-Jacquese Rousseaua. Ten tvrdil, že dětem by měl být umožněn přirozený a radostný vývoj, a že knihy pro ně tvořené by se měly věnovat "přirozeným dětským zájmům". To ovlivnilo hnutí filantropistů, kteří chtěli změnit výchovu dětí zgruntu (hlavním představitelem byl Johann Bernhard Basedow). K hnutí patřil i Joachim Heinrich Campe, který pak vydal převyprávění Defoova románu Robinson Crusoe pro děti (robinsonovské téma se posléze stalo velmi oblíbeným, s vlastní variací brzy přišel i Švýcar Johann David Wyss, v Česku nejznámější verzí Robinsona je rovněž převyprávění – Josefa Věromíra Plevy).
Na počátku 19. století, pod vlivem romantismu, se jinou cestou vydali Bratři Grimmové, kteří, inspirování Perraultem a svými univerzitními zájmy o mytologii, viděli cestu pro dětskou knihu v lidových pohádkách. Jejich první sbírka pohádek vyšla v roce 1812 a měla obrovský vliv (v Česku inspirovala mj. Boženu Němcovou a Karla Jaromíra Erbena, v Norsku Petera Christena Asbjørnsena a Jørgena Engebretsena Moea). Ve 30. letech 19. století na grimmovskou vlnu reagoval i Dán Hans Christian Andersen. Ovšem jinak než ostatní sběratelé. I on se o klasické pohádky zajímal a ctil je, ale chtěl jim dát novou podobu, osobní sdělení, moderní scenérii, specifickou poetiku. Přelomovým byl především rok 1837, kdy vydal Císařovy nové šaty a Malou mořskou vílu. Stvořil tak nový literární žánr – moderní pohádku. Ještě více fantastičnosti až grotesknosti pak do moderní pohádky přidal Ernst Theodor Wilhelm Hoffmann, který ale více než děti inspiroval dospělé tvůrce – Čajkovského balet Louskáček, Offenbachaovi Hoffmannovy povídky.
Hoffmanovu výzvu nicméně přijal Lewis Caroll a roku 1865 vydal knihu Alenka v říši divů. Stvořil tak jednu z nejproslulejších dětských knih historie a započal éru, které se někdy říká Zlatý věk dětské literatury. Tvořili ho Charles Kingsley se svými vodními dětmi (1862), George MacDonald a jeho Princezna a skřítci (1872), Mark Twain a jeho Tom Sawyer (1876), Johanna Spyri a Heidi, děvčátko z hor (1880), Carlo Collodi a jeho Pinocchiova dobrodružství (1883), Lyman Frank Baum a Čaroděj ze země Oz (1900), Beatrix Potterová a The Tale of Peter Rabbit (1902), James Matthew Barrie a Petr Pan (1904), Selma Lagerlöfová a její Podivuhodná cesta Nilse Holgerssona Švédskem (1906) či Alan Alexander Milne, jehož Medvídek Pú z roku 1926 je někdy označován za hraniční kámen "zlatého věku". Dětská literatura ovšem zpočátku neměla jasnou hranici s literaturou dobrodružnou, takže za její klasiky a poklady jsou označováni také Robert Louis Stevenson a jeho Ostrov pokladů (1883), Rudyard Kipling a Kniha džunglí (1884), Emilio Salgari a jeho Sandokan (1895) či Jules Verne s řadou svých slavných knih. Dobrodružná literatura se nakonec oddělila do samostatné větve, brzy se také oddělila větev literatury pro dospívající (Louisa May Alcottová – Malé ženy, Lucy Maud Montgomeryová – Anna ze zeleného domu) a fantasy (C. S. Lewis, J. R. R. Tolkien).
Ve 20. století se klasiky knih pro děti stali Astrid Lindgrenová (Děti z Bullerbynu, Pipi Dlouhá punčocha), Michael Ende (Nekonečný příběh), Tove Janssonová (Muminci), Roald Dahl (Karlík a továrna na čokoládu) nebo J. K. Rowlingová (Harry Potter).

## Česká dětská literatura

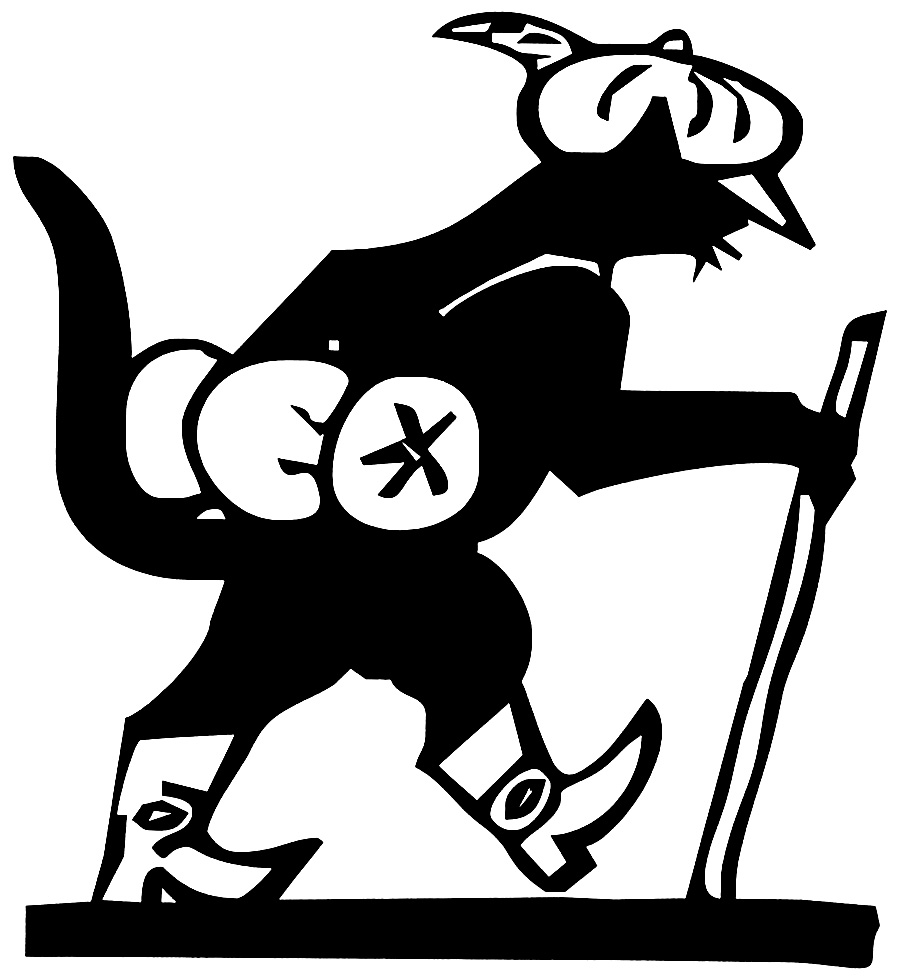
Kocour Mikeš

Literatura pro děti a mládež má v české literatuře značnou tradici. Věnovali se jí i slavní spisovatelé jako Karel Čapek (Devatero pohádek, Dášeňka), Božena Němcová (Národní báchorky a pověsti), Karel Jaromír Erben (České pohádky), Josef Čapek (Povídání o pejskovi a kočičce), František Langer (Bratrstvo Bílého klíče), Vladislav Vančura (Kubula a Kuba Kubikula), Jan Drda (Hrátky s čertem), Marie Majerová (Robinsonka), Karel Poláček (Edudant a Francimor). Poezii pro děti psali Josef Václav Sládek nebo Jiří Žáček. Výtvarník Jiří Trnka se proslavil dětskou knihou Zahrada, jiný výtvarník Josef Lada věnoval dětem knihy Kocour Mikeš, O chytré kmotře lišce a Bubáci a hastrmani. Vlastní vizuální podobu dal svému Ferdovi mravencovi i Ondřej Sekora. Dětské literatuře se věnoval i Eduard Petiška (Birlibán). Václav Čtvrtek se také proslavil pohádkami (Rumcajs, O makové panence, Pohádky z mechu a kapradí). Také filmový a divadelní scenárista Zdeněk Svěrák významnou část svého díla věnoval dětem (Radovanovy radovánky). František Běhounek ve svém nejslavnějším románu pro mládež Trosečníci na kře ledové čerpal ze svých osobních zkušeností při ztroskotání vzducholodi Italia. Alberto Vojtěch Frič napsal řadu dobrodružných románů pro děti z prostředí jihoamerických indiánů na základě zkušeností ze svých cest. V Běhounkových a Fričových stopách šel především Otakar Batlička (Na vlnách odvahy a dobrodružství), František Flos (Lovci kožišin) či Jiří Baum (Dobrodružná cesta malého černocha). S jiným typem románu, ovlivněným skautingem, přišel Jaroslav Foglar (Hoši od Bobří řeky). Největšího úspěchu ovšem dosáhl, když zasadil osudy chlapeckých skupin do městského prostředí (trilogie o Rychlých šípech: Záhada hlavolamu, Stínadla se bouří, Tajemství Velkého Vonta). Eduard Štorch umístil svá dobrodružství především do pravěku či raného starověku (Lovci mamutů). Bohumil Říha získal jako jediný Čech Medaili Hanse Christiana Andersena (Honzíkova cesta). Jan Karafiát proslul svými Broučky, Josef Věromír Pleva Malým Bobešem, F. Háj (umělecký pseudonym Marie Wagnerové) Školákem Kájou Maříkem, Vojtěch Steklač především svým Boříkem (Boříkovy lapálie ad.), Miloslav Švandrlík svým cyklem Neuvěřitelné příhody žáků Kopyta a Mňouka, Rudolf Těsnohlídek Liškou Bystrouškou, Rudolf Čechura Maxipsem Fíkem, Miloš Macourek Machem a Šebestovou, Ota Hofman Panem Tau, Pavel Šrut svými Lichožrouty, Marie Kubátová postavou Krakonošova oponenta Trautenberka. Arnošt Goldflam přišel se žánrem hororu pro děti. Osobitým autorem pro děti byl také František Nepil (Štuclinka a Zachumlánek, Polní žínka Evelínka). Polistopadovým dětským bestsellerem se stala Prašina Vojtěcha Matochy.